# لهيمة
لَهِيْمَة أو سيمفودس (الاسم العلمي: Symphodus) هو جنس من كيدميات. موطنها الأصلي في شرق المحيط الأطلسي، والبحر الأبيض المتوسط.

## الأصناف
الأنواع المعترف بها حاليًا في هذا الجنس، هي:
- سيمفودس بيلوني ( فالنسيان، 1839) (كيدميات بايلون)
- سيمفودوس كيروليوس (أزيفيدو، 1999)
- سيمفودوس سينيروس ( بوناتير، 1788) (كيدميات رمادي)
- سيمفودوس دودرليني (جوردان، 1890)
- سيمفودوس البحر الأبيض المتوسط ( لينيوس، 1758) (كيدميات إبطي)
- سيمفودوس ميلوبس ( لينيوس، 1758) (كيدميات كوركوينج)
- سيمفودوس أوسيلاتوس ( لينيوس، 1758) (كيدميات أوسيلاتيد)
- سيمفودوس رويسالي (A. Risso ،1810)
- سيمفودوس روستراتوس ( بلوخ، 1791)
- سيمفودوس تينكا ( لينيوس، 1758 ) (كيدميات شرق المحيط الأطلسي)
- سيمفودوس تروتا ( لوي، 1834) (كيدميات الزمرد)

## النوع النموذجي
النوع النموذجي لها هو Symphodus fulvescens، وضعه رافينسك سنة 1810.

## المرادف
- Corycus لكوفييه سنة 1814.[4]
- Crenilabrus لLorenz Oken سنة 1817.